# 莫莱德
莫莱德（法語：Molèdes，法語發音：[mɔlɛd]）是法国康塔尔省的一个市镇，属于圣弗卢尔区。

## 地理
莫莱德（45°15'46"N, 3°2'23"E）面积22.38 平方千米，位于法国奥弗涅-罗讷-阿尔卑斯大区康塔爾省，该省份为法国中南部省份，位于法國中央高原中心，北起科雷兹省、上盧瓦爾省和多姆山省，西接洛特省和科雷兹省，南至阿韦龙省和洛特省，东临上盧瓦爾省和洛泽尔省。
与莫莱德接壤的市镇（或旧市镇、城区）包括：阿朗什、欧里亚克莱格利斯、沙尔芒萨克、洛里、佩吕斯、韦兹、昂扎勒吕盖。

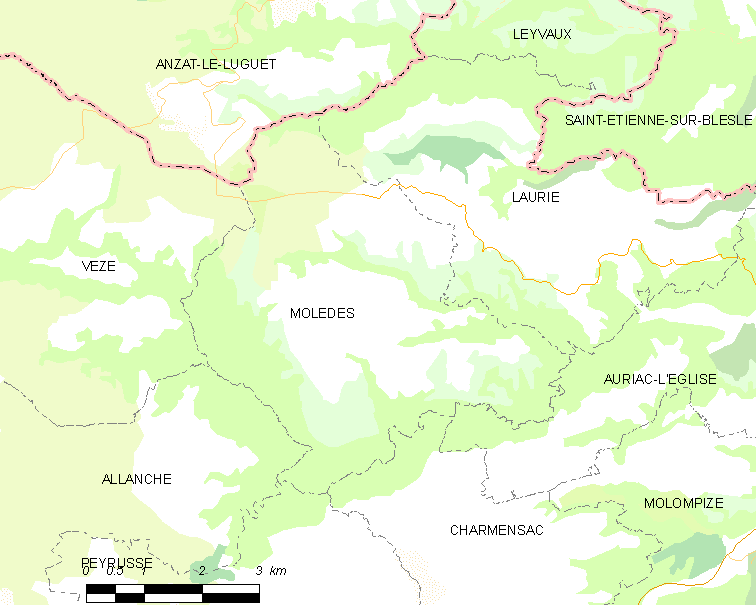
莫莱德的OSM定位图

莫莱德的时区为UTC+01:00、UTC+02:00（夏令时）。

## 行政
莫莱德的邮政编码为15500，INSEE市镇编码为15126。

## 政治
莫莱德所属的省级选区为圣弗卢尔第一县。

## 人口

1962-2008年间莫莱德人口变化图示

莫莱德于2022年1月1日时的人口数量为78人。